# Pitohui uropygialis
A Pitohui uropygialis a madarak (Aves) osztályának a verébalakúak (Passeriformes) rendjébe, ezen belül a sárgarigófélék (Oriolidae) családjába tartozó faj.

## Rendszerezése
A fajt George Robert Gray angol zoológus írta le 1862-ben.

## Alfajai
- Pitohui uropygialis aruensis (Sharpe, 1877)
- Pitohui uropygialis brunneiceps (Albertis & Salvadori, 1879)
- Pitohui uropygialis meridionalis (Sharpe, 1888)
- Pitohui uropygialis nigripectus Oort, 1909
- Pitohui uropygialis tibialis (Sharpe, 1877)
- Pitohui uropygialis uropygialis (G. R. Gray, 1862)[2]

## Előfordulása
Új-Guinea szigetén, Indonézia és Pápua Új-Guinea területén honos. Természetes élőhelyei a szubtrópusi és trópusi síkvidéki esőerdő, mocsári erdők és cserjések, valamint másodlagos erdők és vidéki kertek. Állandó, nem vonuló faj.

## Természetvédelmi helyzete
Az elterjedési területe nagyon nagy, egyedszáma pedig ismeretlen. A Természetvédelmi Világszövetség Vörös listáján nem fenyegetett fajként szerepel.